# Covariante afgeleide
In de wiskunde en de natuurkunde is de covariante afgeleide een manier om de afgeleide van een raakvector langs een variëteit te definiëren. Ruw gesproken, is het een generalisatie van het begrip afgeleide naar niet-euclidische ruimten. In de wiskunde is het concept vooral belangrijk voor de differentiaalmeetkunde en ook in natuurkunde in de context van algemene relativiteitstheorie.

## Achtergrond
De begrippen euclidische ruimte en zijn metriek kan men generaliseren naar meer algemene, gekromde riemann-variëteit met een plaats-afhankelijke metriek (bilineaire vorm). Op zo'n variëteit bestaan op een natuurlijke wijze tensoren. Deze vormen de generalisatie van scalaire functies en matrices in het euclidische geval. Bovendien kan men op zeer eenvoudige een begrip afgeleide definiëren: de gradiënt. Deze afgeleide bezit enkele mooie eigenschappen, maar er is één probleem: het resulterende object is geen tensor meer. Anders gezegd: de gradiënt is afhankelijk van het coördinatenstelsel, en dus in zekere zin arbitrair. Het is precies hier waar de covariante afgeleide zijn intrede doet. Deze alternatieve definitie van afgeleide levert wel een tensoriële grootheid op. Dit is dus wel een 'absoluut' en natuurlijk begrip afgeleide. De covariante afgeleide benut de verbinding, die nauw verwant is met het begrip rechtdoor gaan op een gekromd oppervlak. In het bijzonder geeft het de afgeleide langs de geodeet in een bepaalde richting. Aangezien geodeet een coördinaat-onafhankelijk begrip is, is de afgeleide daarlangs dat ook.

## Definitie
De covariante afgeleide van een vector op een variëteit wordt gedefinieerd met behulp van een verbinding {\displaystyle \Gamma }. Voor een contravariante tensor {\displaystyle A^{\nu }} is de covariante afgeleide {\displaystyle \nabla A^{\nu }} in de {\displaystyle \mu }-richting gegeven door
{\displaystyle \nabla _{\mu }A^{\nu }=\partial _{\mu }A^{\nu }+\Gamma _{\mu \rho }^{\nu }A^{\rho }}
en voor een covariante tensor door
{\displaystyle \nabla _{\mu }A_{\nu }=\partial _{\mu }A_{\nu }-\Gamma _{\mu \nu }^{\rho }A_{\rho }}
Voor een riemann-variëteit is de verbinding {\displaystyle \Gamma } gegeven door de christoffelsymbolen, gedefinieerd in termen van de metriek als volgt:
{\displaystyle \Gamma _{\beta \gamma }^{\alpha }={\tfrac {1}{2}}g^{\alpha \varepsilon }(\partial _{\gamma }g_{\beta \varepsilon }+\partial _{\beta }g_{\gamma \varepsilon }-\partial _{\varepsilon }g_{\beta \gamma })}
Indien men de covariante afgeleide wil bepalen van een tensor met meerdere indices, neemt men de gewone afgeleide, plus een extra term co- of contravariante index, met het teken zoals in de twee uitdrukkingen hoger. Uitgeschreven: 
{\displaystyle (\nabla _{c}T)^{a_{1}\ldots a_{r}}{}_{b_{1}\ldots b_{s}}={\frac {\partial }{\partial x^{c}}}T^{a_{1}\ldots a_{r}}{}_{b_{1}\ldots b_{s}}+\,{\Gamma ^{a_{1}}}_{dc}T^{da_{2}\ldots a_{r}}{}_{b_{1}\ldots b_{s}}+\ldots +{\Gamma ^{a_{r}}}_{dc}T^{a_{1}\ldots a_{r-1}d}{}_{b_{1}\ldots b_{s}}}
{\displaystyle -{\Gamma ^{d}}_{b_{1}c}T^{a_{1}\ldots a_{r}}{}_{db_{2}\ldots b_{s}}-\ldots -{\Gamma ^{d}}_{b_{s}c}T^{a_{1}\ldots a_{r}}{}_{b_{1}\ldots b_{s-1}d}}
Merk op dat in de bovenste twee uitdrukkingen, geen van de leden in het rechterlid tensoren zijn. Als men hun transformatieregels combineert echter, verkrijgt men wel een tensor. Dat bevestigt dat de covariante afgeleide wel degelijk een tensor oplevert (waarvan de covariante rang één hoger is dan de oorspronkelijke tensor).